# Szaf
Szaf (arab. شعف) – wieś w Syrii, w muhafazie As-Suwajda. W 2004 roku liczyła 886 mieszkańców.